# 516
516 је била преступна година.

## Догађаји
- Хигелак, краљ Геата (Шведска), врши нападе на Доњу Рајну, и поражен је од франачке силе коју предводи Теудеберт.
- Бургундски краљ Гундобад умире мирно након 43-годишње владавине, а наследио га је најстарији син Сигисмунд.
- 6. новембар – Одржан Црквени сабор у Тарагони (савремена Шпанија).

## Рођења
- Википедија:Непознат датум — Аталарик - краљ Острогота.